# Дышкант, Валентин Васильевич
Валентин Васильевич Дышкант (1944—2016) — советский и российский промышленный и государственный деятель.

## Биография
Родился 9 июля 1944 года в Свердловске (ныне Екатеринбург).
После окончания школы начал работать в 1961 году электромонтером Кременчугского монтажного участка треста «Гидроэлектромонтаж».
Поступил учиться в Новочеркасский политехнический институт, но перевёлся в Московский энергетический институт, который окончил в 1969 году по специальности «Электрические сети и системы».
С 1969 года работал инженером, старшим инженером старший инженером-наладчиком треста «Гидроэлектромонтаж». Принимал участие в пусках Кубань-Калаусского каскада ГЭС, Трипольской ГРЭС, Каневской и второй очереди Днепровской гидроэлектростанций.
С 1981 года — ведущий инженер, начальник технического отдела «Главсевзапэнерго».
В 1988 году Дышкант был назначен заместителем главного инженера — начальником производственно технического отдела «Севзапэнерго». Затем занимал должность начальника управления электросетевого строительства корпорации «Росэнергострой».
С 1993 года — заместитель директора по строительству электрических сетей и электрификации сельского хозяйства РАО «ЕЭС России», заместитель генерального директора — директор по капитальному строительству, инвестициям и развитию Северо-Западного отделения РАО «ЕЭС России».
В 1997 году он был назначен генеральным директором представительства РАО «ЕЭС России» по управлению акционерными обществами Северо-Западной части России. В феврале 2003 года переведен в центральный аппарат РАО «ЕЭС России».
В. В. Дышкант являлся членом совета директоров «Ленэнерго», «Янтарьэнерго» и «Колэнерго».
Умер 14 сентября 2016 года в Москве.

## Заслуги
- Был награжден орденом "Знак Почета" и медалями, в числе которых "В память 850-летия Москвы".
- «Заслуженный энергетик Российской Федерации» (2002)[1], «Заслуженный работник Единой энергетической системы», «Заслуженный работник Минтопэнерго», «Почётный работник топливно-энергетического комплекса».